# Öja kyrka, Småland
Öja kyrka är en kyrkobyggnad i Öja i Växjö stift. Den är sedan 2014 församlingskyrka i Gemla församling.

## Kyrkobyggnaden
Den medeltida kyrka var belägen en kilometer öster om den nya kyrkan vid landsvägen mellan Öpestorp och Öja by. Resterna av grunden till den medeltida kyrkan finns kvar på kyrkogården. Kyrkan var byggd av kluven gråsten och bestod av ett  långhus med ett smalt rakt avslutande kor i öster och en sakristia i anslutning till korbyggnaden. Kyrkan var tornlös. Klockorna hade sin plats i en spåntäckt, rödfärgad  klockstapel som enligt muntlig tradition var belägen sydväst om kyrkan.
Medeltidskyrkan hade länge ansetts för liten och en ombyggnad hade varit föremål för diskussion redan vid 1800-talets början. Men istället fattades beslut om nybyggnad. 1843 hade ritningar till en kyrka i  nyklassicistisk stil utarbetats av Johan Carlberg vid Överintendentsämbetet. På grund av oenighet om kyrkans placering kom arbetet i gång först 1852 under ledning av murarmästare Johan Malmberg. 1854 var byggnaden färdig men den invigdes först den 9 september 1855 av biskop Christopher Isac Heurlin.
Kyrkobyggnaden som är uppförd i gråsten, utvändigt rappad och vitkalkad består av ett rektangulärt långhus med en avslutande korvägg och en bakomliggande sakristia i väster. Tornbyggnaden är belägen i öster. Kyrkan är därmed en östtornskyrka. Denna orientering var i ock för sig inte ovanligt under 1800-talet. Några exempel kan nämnas som Väckelsångs kyrka, Sjösås nya kyrka och Södra Solberga kyrka. Själva kyrkorummet är av salkyrkotyp  och försett med ett innertak av trätunnvalv. De fjorton höga rundbågefönstren fyller kyrkorummen med ljus. Kyrkan återinvigdes den 16 december 2012 efter en omfattande inre renovering. Bland annat ersattes kyrkorummets tidigare golv av trä av stengolv. Öppen bänkinredning tillkom liksom fristående altare och ny altarring.

## Inventarier
- I vapenhuset finns en kyrkkista i ek som troligen är tillverkad på 1600-talet.
- Fristående altare.
- Altartavlan är en kopia av Fredric Westins "Kristi förklaring" som finns i Sankt Jacobs kyrka i Stockholm. Originalet är utförd 1828 medan kopian i Öja kyrka är målad av Ludvig Frid 1871.Tavlan ingår i en altaruppställning  bestående av två  pilastrar  med ett trekantigt överstycke prydd med en strålsol med Guds öga i mitten.
- Den nuvarande altarringen tillkom vid renoveringen 2012.
- Den gamla altaruppsatsen, är utförd av bildhuggare  Torbern Röding och anskaffades 1703. Den är målad av Johan Christian Zschotzscher i mitten på 1700-talet.
- Dopfunten av kolmårdsmarmor är en gåva från 1941.
- Den rundformade predikstolen med ljudtak är samtida med kyrkan ,korgen är prydd med symboler i form av en kalk, lagens tavlor och korslagda nycklar.
- En äldre predikstol från omkring 1653 ,härstammar från gamla kyrkan och är en av de bäst bevarade i en småländsk kyrka. Predikstolen har målats över ett antal gånger, men är nu befriad från överflödiga färglager.
- Öppen bänkinredning.
- Orgelläktaren är försedd med utsvängt mittstycke prydd med en förgylld lyra.
- I tornet hänger två klockor överförda från den gamla kyrkans klockstapel. Storklockan är ursprungligen gjuten 1547 och omgjuten 1884. Lillklockan är gjuten 1732.

## Bildgalleri

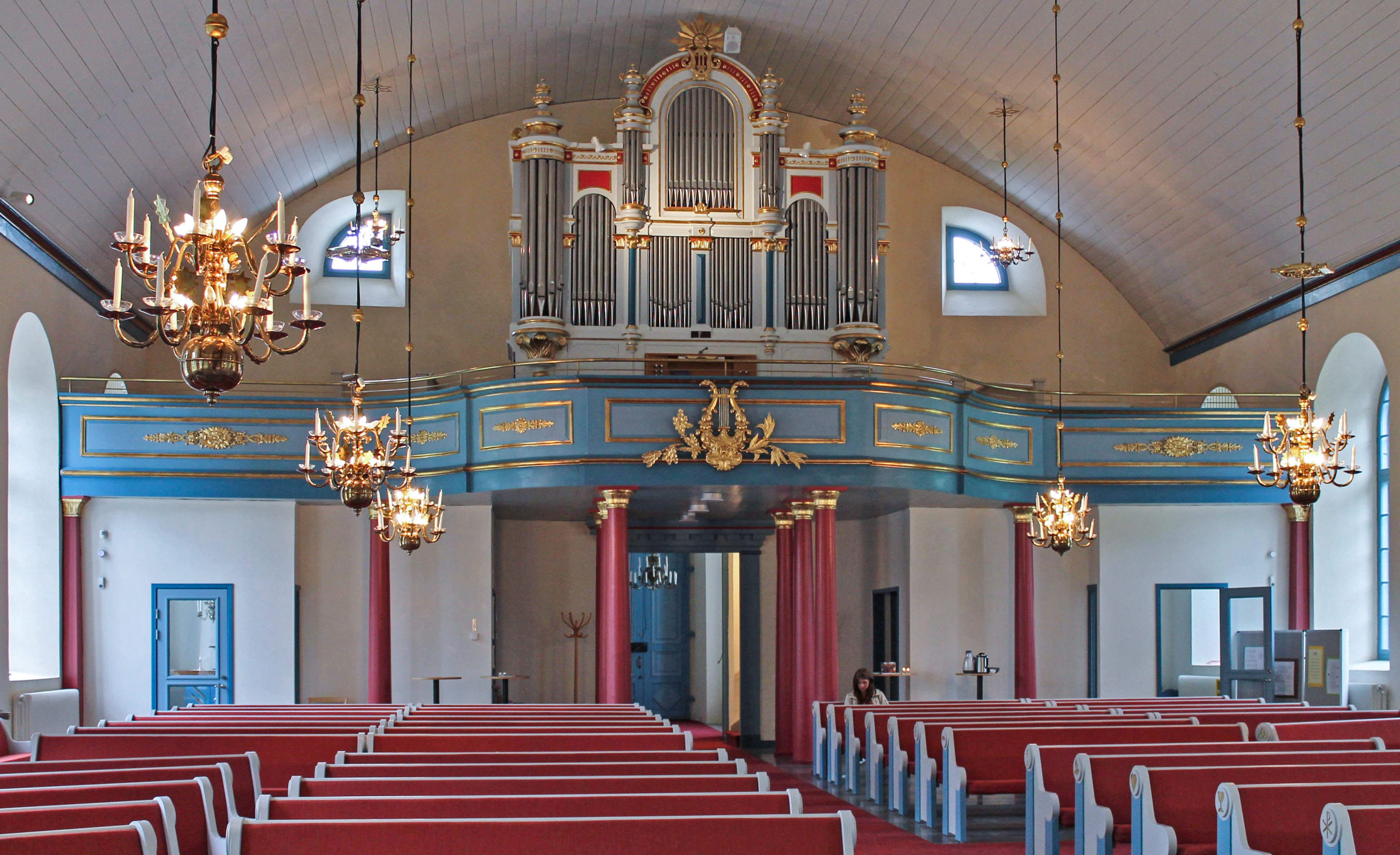
Kyrkorummet med orgelläktaren
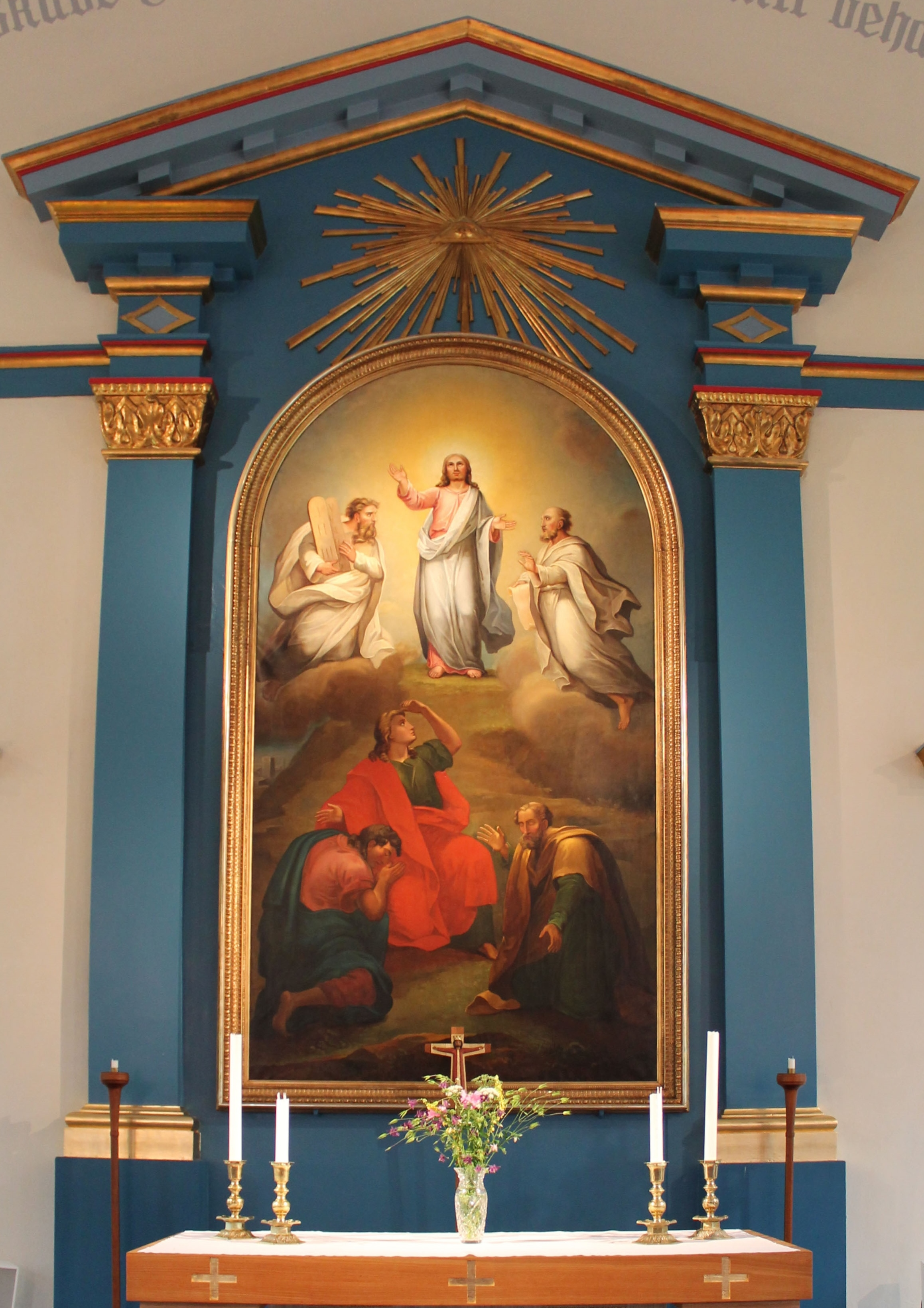
Ludvig Frids altartavla
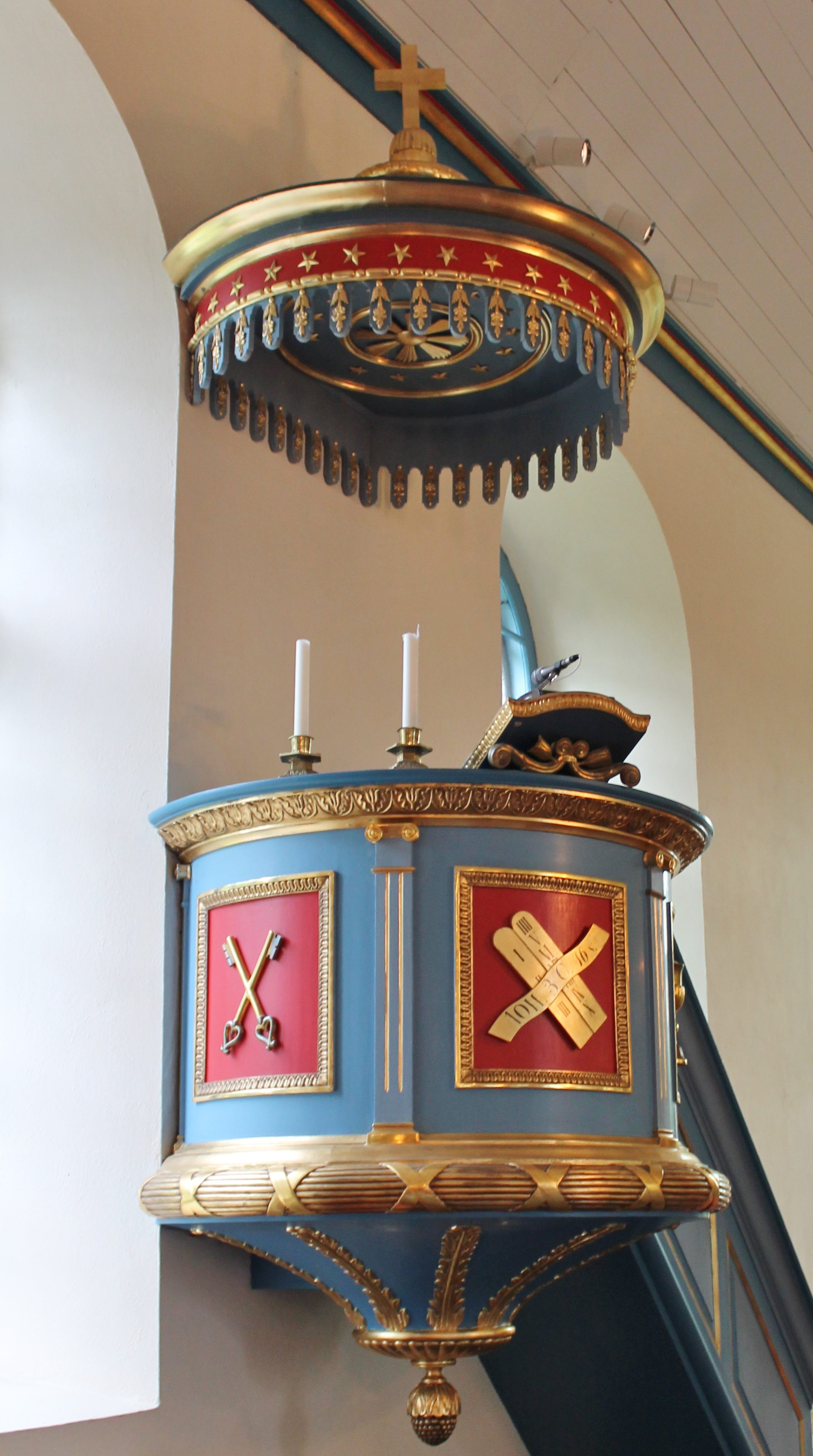
Predikstolen
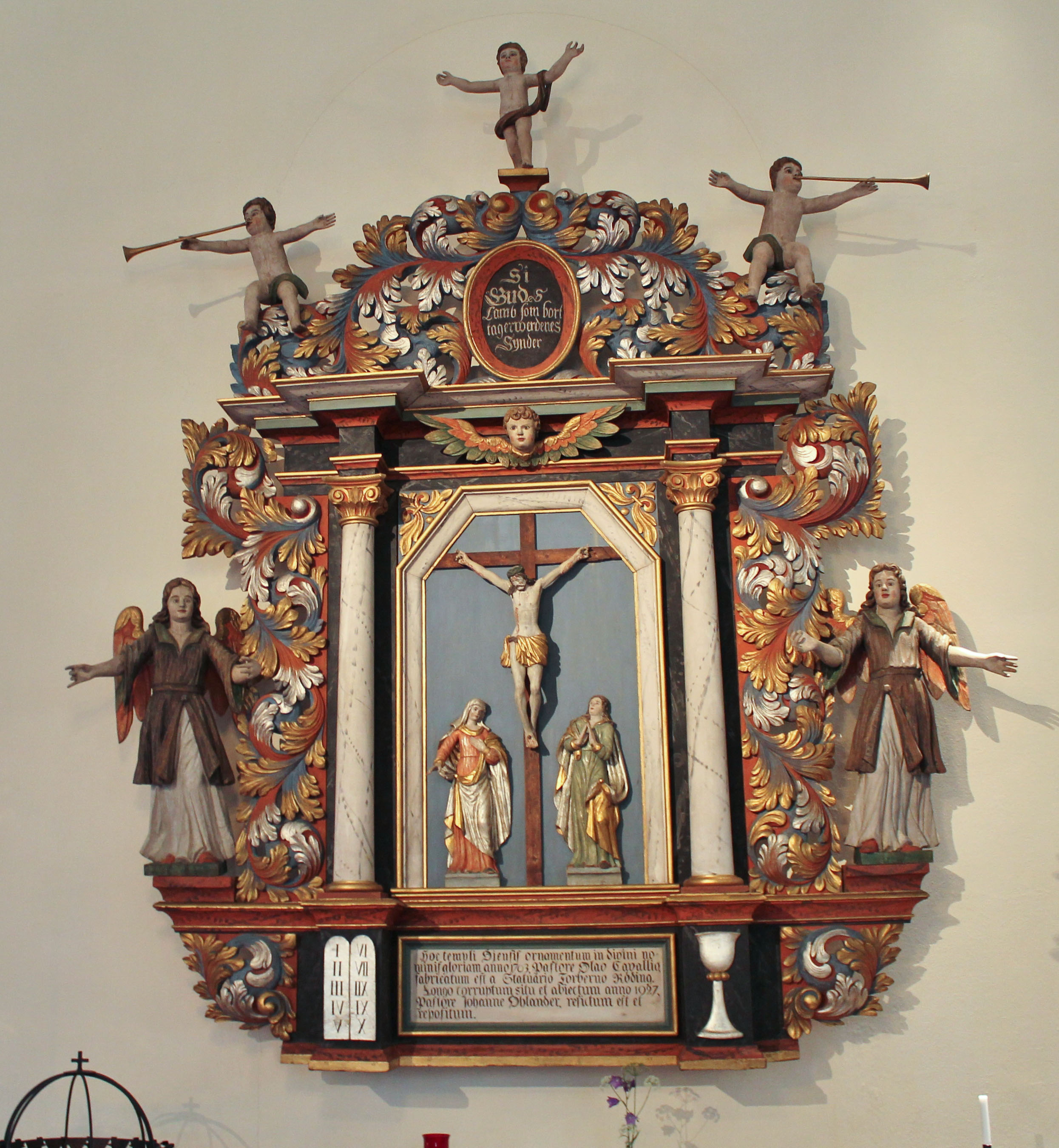
Altaruppsats av Torbern Röding 1703
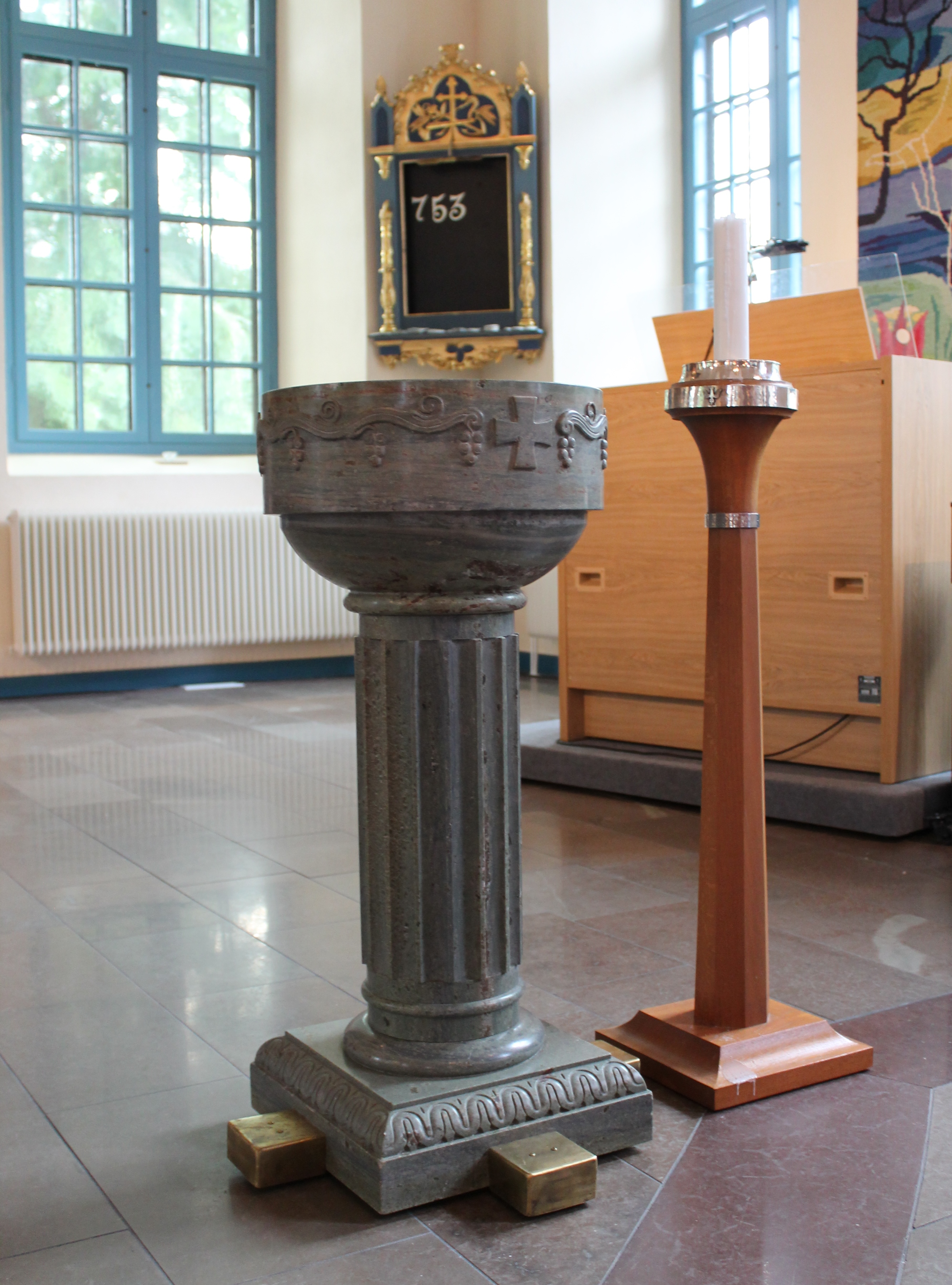
Dopfunten
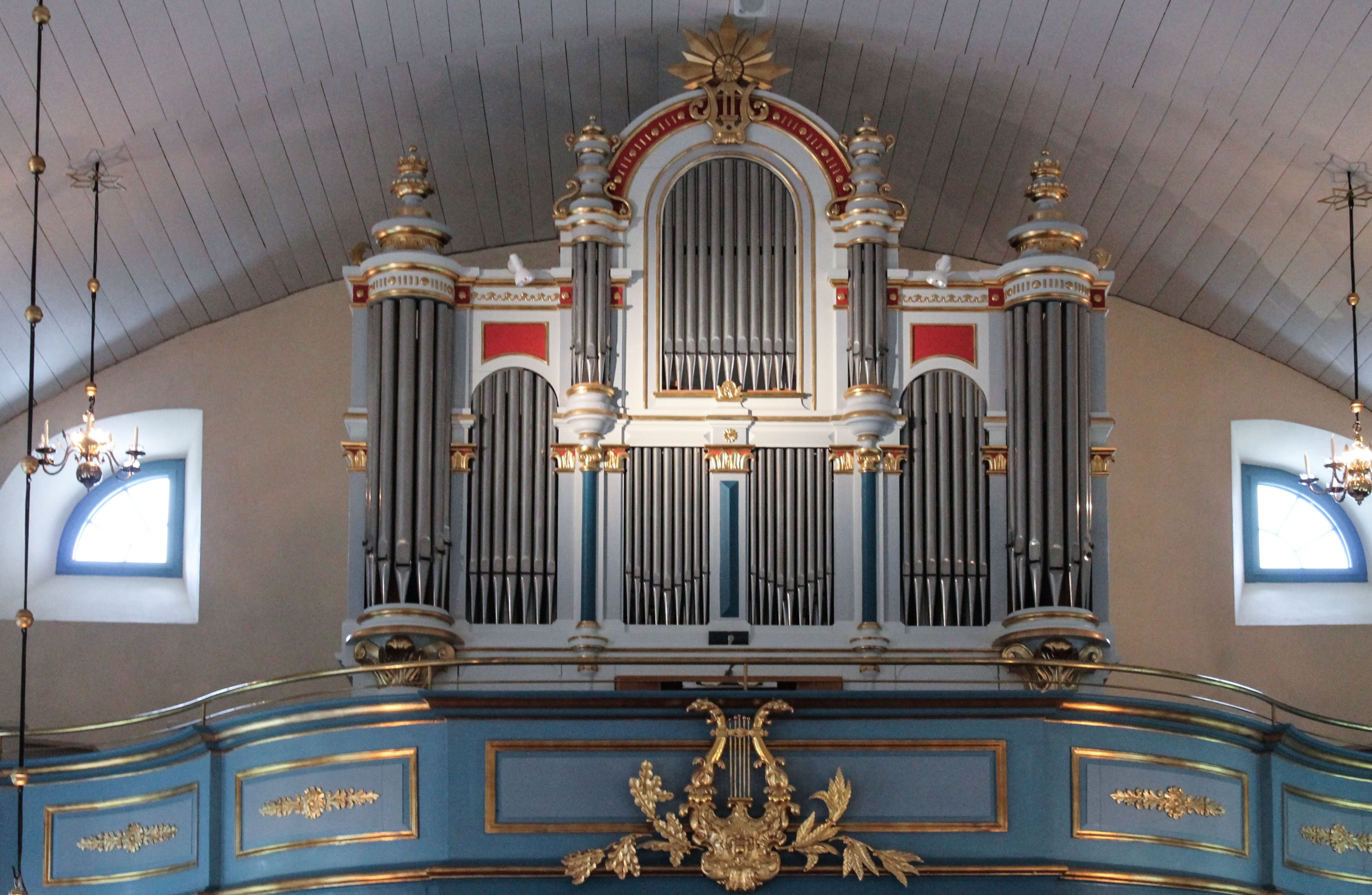
Orgeln

## Orglar
- Kyrkan hade ingen orgel förrän tio år efter invigningen.1865 byggde  Johannes Magnusson från Nässa i Lemnhults socken en orgel med 17 stämmor.
- 1945 ersattes Magnussonorgeln av en ny med 20 stämmor, byggd av A. Mårtenssons Orgelfabrik AB, Lund.
- Nuvarande orgel är byggd 1972 av Västbo Orgelbyggeri, Långaryd och har 23 stämmor. Orgeln är mekanisk.[3]

Disposition:
| Huvudverk I       | Svällverk II      | Pedal            | Koppel |
| Principal 8'      | Gedackt 8'        | Subbas 16'       | I/P    |
| Rörflöjt 8'       | Fugara 8'         | Octava 8'        | II/P   |
| Octava 4'         | Koppelflöjt 4'    | Rörkvint 4'      | II/I   |
| Spetsflöjt 4'     | Principal 2'      | Nachthorn 2'     |        |
| Octava 2'         | Gedaktflöjt 2'    | Rauschkvint 3 ch |        |
| Sesquialtera 2 ch | Larigot 1 1/3'    | Fagott 16'       |        |
| Mixtur 4 ch       | Scharf 3 ch       | Skalmeja 4'      |        |
| Trumpet 8'        | Dulican 8'        |                  |        |
|                   | Crescendosvällare |                  |        |